# 越南製造業
越南制造业在越南統一後短暫复苏，當時依然實施計劃經濟的越南将越南共和国的银行和主要工厂國有化。然而复苏進度在1970年代后期由於受到柬越戰爭以及中越戰爭的影響而停止。當時越南政府的工作重心是支援军队，結果越南製造業的復甦被拖累，而且由於柬越戰爭的緣故，其他國家不怎麼給予越南經濟援助。 1979年中国進攻越南時，越南北方的重要工业设施又被破壞。 
自1980年代越南实施革新開放以来，越南境內出現了越來越多的加工制造工廠。2007年后，部分纺织品服装和制鞋商将生产线从中国转移到越南。2010年，英特尔在胡志明市开设了一家大型芯片组装和测试工厂。2015年至2020年，韩国和日本对越南製造業領域的外商直接投资资金达3760亿美元。2021年，LG集团對海防的一個OLED显示器生產基地追加投資10多亿美元。2022年6月，苹果公司首次将iPad的部分生产活动从中国转移至越南。截至2022年9月，越南境內有21家蘋果供應商。
受惠於西方國家圍堵中國的政策和中國薪金日益上漲，不少中資及港資的廠商都紛紛到越南設廠，藉此繞過出口的限制或較重的關稅，以及降低生產的成本。越南製造業自2010年代起因而發展蓬勃。